# La Petite Dame dans la grande maison
La Petite Dame dans la grande maison (The Little Lady of the Big House) est un roman de Jack London paru en 1916.
La première version française, traduite par Louis Postif et parue en 1932, comporte seulement 81 000 mots alors que la version originale en comporte 101 000.

## Trame de l'œuvre
Il s'agit du récit d'un ménage à trois, d'un amour libéré de la morale ordinaire. 

## Aspects littéraires
Ce livre est un manifeste féministe en faveur du libre choix amoureux des femmes, qui provoqua un scandale aux États-Unis lors de sa parution.